# 3M
3M, voorheen bekend als de Minnesota Mining and Manufacturing Company, is een wereldwijd opererend chemieconcern. Het concern is in 1902 opgericht in Saint Paul, Minnesota in de Verenigde Staten. Het eerste product was schuurpapier, maar 3M is vooral bekend vanwege de Post-its en Scotch (plakband).
Het bedrijf heeft 95.000 mensen in dienst. Het is een van de 30 bedrijven opgenomen in de Dow Jones Industrial Average en is onderdeel van de S&P 500.

## Geschiedenis
3M is opgericht op de noordelijke oevers van Lake Superior in de stad Illgen en vestigde zich in 1902 in Two Harbors in Minnesota. Hier werd begonnen met het winnen van mineralen uit de mijnbouw voor de fabricage van schuurpapier. Vanwege de tegenvallende kwaliteit verhuisde Minnesota Mining and Manufacturing Company in 1905 naar het nabijgelegen Duluth. In 1910 volgde de verhuizing naar Saint Paul. En na 52 jaar naar het huidige hoofdkantoor in Maplewood.

### Chronologie
's Werelds eerste waterbestendige schuurpapier, dat het vrijkomen van stofdeeltjes tijdens het schuren verminderde, werd aan het begin van de jaren twintig van de twintigste eeuw ontwikkeld.
In 1925 vond de laboratoriumassistent Richard Gurley Drew de afplaktape uit. In de daaropvolgende jaren kwam ook de cellofaanplakband van Scotch. Naast het afsluiten van dozen, werden er al gauw honderden andere gebruiksmogelijkheden ontdekt.
Tijdens de Tweede Wereldoorlog richtte 3M zich op de productie van materialen voor het Amerikaanse leger, gevolgd door onder meer de reflecterende folie Scotchlite voor wegmarkering en verkeersborden, audio- en filamenttape en folie voor offsetdrukplaten.
In de jaren vijftig introduceerde 3M onder meer het kopieerprocedé Thermo-Fax, de textielbescherming Scotchgard, videotape, de schoonmaaksponzen Scotch-Brite.
Dry Silver-microfilm, producten voor fotografie, doorschrijfpapier en overheadprojectiesystemen werden in de jaren zestig geïntroduceerd.
In de jaren zeventig en tachtig volgde de uitbreiding met de farmacie-, radiologie-, energiebeheersing- en kantoorartikelen. 3M was vanaf toen in bijna elk land ter wereld actief. In 1980 introduceerde 3M de Post-its.
In de jaren negentig bereikte de omzet de 15 miljard dollar. 3M ging verder met het ontwikkelen van vernieuwende producten, waaronder geneesmiddelen met immuun-modulerende eigenschappen, folie om helderheid van elektronische displays te verbeteren en flexibele circuits voor inkjetprinters, mobiele telefoons en andere elektronische apparaten. Verder werd de Privacy Plus Filter (de eerste accessoire voor computerschermen die niet alleen weerspiegeling en straling tegenging, maar de gebruiker ook meer privacy bood) geïntroduceerd. Verder volgde de allereerste inhalator zonder cfk's voor astmapatiënten en de structured abrasives (ontstaan uit 3M's microreplicatietechnologie).
In 2007 en 2008 introduceerde 3M producten voor in de thuisomgeving. In de Scotch-Brite-serie volgde de eerste wegwerptoiletborstel met ingebouwd bleekmiddel en een kleefroller voor het verwijderen van bijvoorbeeld haar van huisdieren of pluizen. Onder het merk Scotch-Blue verscheen plakband speciaal voor het afplakken van hoekjes en scharnieren. Wetenschappers van 3M ontwikkelden een met de ultra-compacte led-verlichte projectiemotor geschikt voor integratie in persoonlijke elektronische apparaten. In hetzelfde jaar verkocht 3M mondkapjes tegen bijvoorbeeld een grieppandemie.
In 2009 introduceerde 3M de elektronische stethoscoop Littmann 3200, een auscultatieapparaat met Bluetooth-technologie die draadloos hart-, long- en andere lichaamsgeluiden overdraagt aan software voor verdere analyse. Op het gebied van slijpen verschijnen de schuurkorrels van Cubitron.

## Markten en Merken

### Markten
3M is actief op de volgende markten:
- Kantoor en consument
- Telecommunicatie, elektronica en elektriciteit
- Gezondheidszorg
- Industrie
- Veiligheid, bescherming en communicatie

### Merken
- Post-it
- Scotch (plakband)
- Scotch-Brite
- Scotchgard
- Scotchprint

- Command
- Nexcare
- Futuro
- Filtrete
- Peltor

Naast de grotere merken heeft 3M duizend productmerken, zoals Vikuiti, Scotchlite, Littmann, Tartan of Thinsulate.

## Vestigingen

### 3M inNederland
- Opgericht: 9 december 1958
- Hoofdkantoor: Delft
- Drie vestigingen: verkoop en marketing in Delft, productie in: Amersfoort (krimpkousen) en Kerkrade (kunststofgrondstoffen).

### 3M inBelgië
- Opgericht: 1 april 1963
- Hoofdkantoor: Diegem. Het Europees coördinatiecentrum (3M Europe) in Diegem is in hetzelfde pand gevestigd.
- Drie vestigingen: verkoop en marketing in Diegem, productie in Zwijndrecht (specialty materials) en Nijvel (schuurmiddelen).

#### Zwijndrecht
In 1971 ging de fabriek van start, met een productie van half-afgewerkte producten, onder meer voor andere 3M-vestigingen, bijvoorbeeld lijmen voor Scotch-plakband, synthetische rubbers voor de automobiel- en chemische industrie en koelmiddelen voor de elektronicasector.
De fabriek van 3M in Zwijndrecht stoot grote hoeveelheden F-gassen uit. In 2019 liep de emissie van deze zware fluorhoudende broeikasgassen door de vestiging op tot ruim 222 ton, waarvan 120 ton HFK-23. Dit betekent dat 3M Zwijndrecht in dat jaar verantwoordelijk was voor ongeveer 4% van de totale uitstoot van broeikasgassen in het Vlaams gewest. Jarenlang werd deze emissie door het bedrijf (en dus door België) ondergerapporteerd, maar het fenomeen bleek meetbaar vanuit de ruimte en leidde tot een retroactieve rechtzetting voor de periode 1990-2018.

## Vervuiling met PFOS
In mei 2021 werden bij grondwerken voor de aanleg van de Oosterweelverbinding in de bodem bij Zwijndrecht grote hoeveelheden gevonden van de toxische stof PFOS, geproduceerd door 3M. De ontdekking leidde tot het PFOS-schandaal. Het bedrijf ontkende elke verantwoordelijkheid en sloot een dading af met de bouwheer Lantis, waarin het zich enkel verbond tot het aanleggen van een veiligheidsberm (kostprijs 75.000 euro) en tot het overnemen van 120.000 m³ afgegraven, vervuilde grond. In ruil zag Lantis af van elke vordering tot aansprakelijkheid. De Vlaamse regering financierde het zuiveren van het opgepompte grondwater (kostprijs: 63 miljoen euro) en het verpakken van de meest vervuilde grond. Het is nog niet duidelijk in hoeverre de dading, waarvan strikte geheimhouding werd overeengekomen, ook het Vlaams gewest verbindt. De verantwoordelijke minister Ben Weyts sprak van een "puur operationele beslissing" van Lantis.
In augustus 2021 bleek dat 3M ook de stof FBSA in de Schelde had geloosd. Begin juli 2022 bereikte de Vlaamse regering een akkoord met 3M, waarbij het bedrijf 571 miljoen euro uittrekt voor PFOS-sanering rond de fabriekssite in Zwijndrecht.
In de Verenigde Staten doet hetzelfde probleem zich voor. In juni 2023 schikte het bedrijf voor US$ 10,3 miljard met Amerikaanse waterbedrijven zonder schuld te erkennen. Het geld is bestemd om het water te testen op aanwezigheid van PFOS en het te reinigen. Tegen 3M lopen duizenden rechtszaken over de vervuiling met PFOS. In december 2022 kondigde 3M aan te stoppen met de PFOS productie in 2025.